# Госсендорф
Госсендорф (нем. Gossendorf) — коммуна в Австрии, в федеральной земле Штирия. 
Входит в состав округа Фельдбах.  Население составляет 957 человек (на 31 декабря 2005 года). Занимает площадь 9,35 км².

## Политическая ситуация
Бургомистр коммуны — Хельмут Марблер (АНП) по результатам выборов 2005 года.
Совет представителей коммуны (нем. Gemeinderat) состоит из 9 мест.
- АНП занимает 5 мест.
- СДПА занимает 3 места.
- АПС занимает 1 место.